# Eucnide tenella
Eucnide tenella là một loài thực vật có hoa trong họ Loasaceae. Loài này được (I.M.Johnst.) H.J.Thomps. & W.R.Ernst mô tả khoa học đầu tiên năm 1967.